# Gregorij Rožman

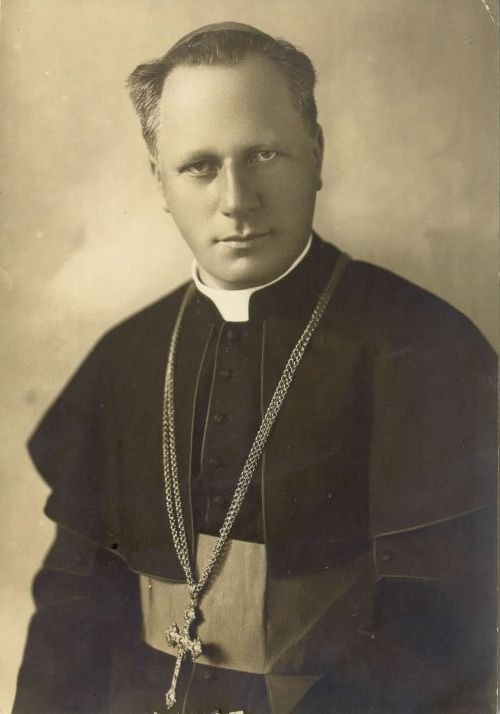
Bischof Gregorij Rožman (1920er-Jahre)

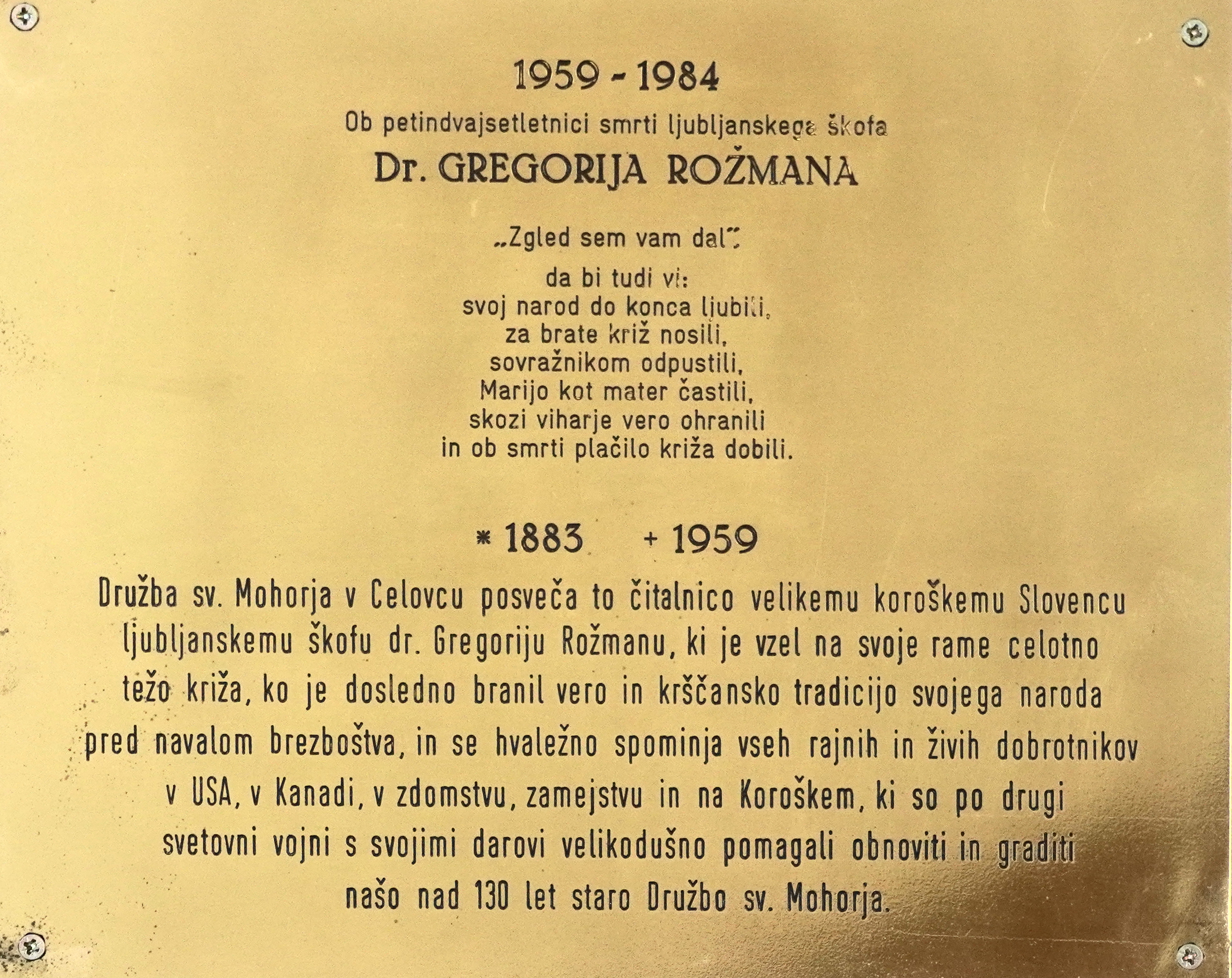
Gregorij Rožman (1883–1959), Bischof von Ljubljana

Gregor Rožman, auch Gregorij Rožman (* 9. März 1883 in Dolintschitschach, slowenisch: Dolinčiče, Kärnten; † 16. November 1959 in Cleveland, Ohio, USA), war österreichischer Priester und im Königreich Jugoslawien Bischof von Ljubljana (Laibach).
Aus der Sicht des jugoslawischen Widerstandes sowie des späteren kommunistischen Tito-Regimes kollaborierte er während des Zweiten Weltkriegs mit der italienischen und deutschen Besatzungsmacht.

## Biographie
Rožman studierte katholische Theologie in Klagenfurt. Am 21. Juli 1907 wurde er zum Priester geweiht und 1912 in Wien zum Doktor promoviert. In den Jahren 1914 bis 1919 war er in Klagenfurt Präfekt im kleinen Priesterseminar und Dozent für kanonisches Recht; von 1919 bis 1929 lehrte er dieses Fach an der Theologischen Fakultät in Laibach (Ljubljana) im jungen SHS-Staat. Am 17. Mai 1929 wurde er Koadjutor des Laibacher Bischofs Anton Bonaventura Jeglič und Titularbischof von Semta. Die Bischofsweihe empfing er am 14. Juli 1929 durch seinen Diözesanbischof. Mitkonsekratoren waren Andrej Karlin, der Bischof von Lavant, und Josip Srebrnić, der Bischof von Krk. Der Fürstbischof von Gurk-Klagenfurt, Adam Hefter, lehnte es aus politischen Gründen ab, bei der Bischofsweihe als Mitkonsekrator zu wirken. Danach Generalvikar, wurde Gregorij Rožman am 17. Mai 1930 Bischof von Laibach.
Nach der Besetzung Jugoslawiens durch die Achsenmächte beließen die Italiener in ihrer Okkupationszone, der Provinz Laibach (Provincia di Lubiana), die katholischen Geistlichen in ihren Pfarrämtern und versprachen den Slowenen kulturelle sowie sprachliche Autonomie. Durch Vermittlung Rožmans erlaubten die Italiener den slowenischen Flüchtlingen aus dem deutsch besetzten und teilweise zerstörten Teil Sloweniens die Ansiedlung in der Provinz Laibach. Auf Grund dessen versicherte Rožman am 20. April 1941 den italienischen Hochkommissar Emilio Grazioli seiner Loyalität. Angesichts zunehmender Unterdrückungsmaßnahmen der Italiener beriet er sich am 12. September 1942 mit Vertretern verschiedener Parteien. In einem Memorandum an Grazioli am 26. September 1942 beklagte er, dass die Italiener den Slowenen die versprochene Autonomie nicht gewährten.

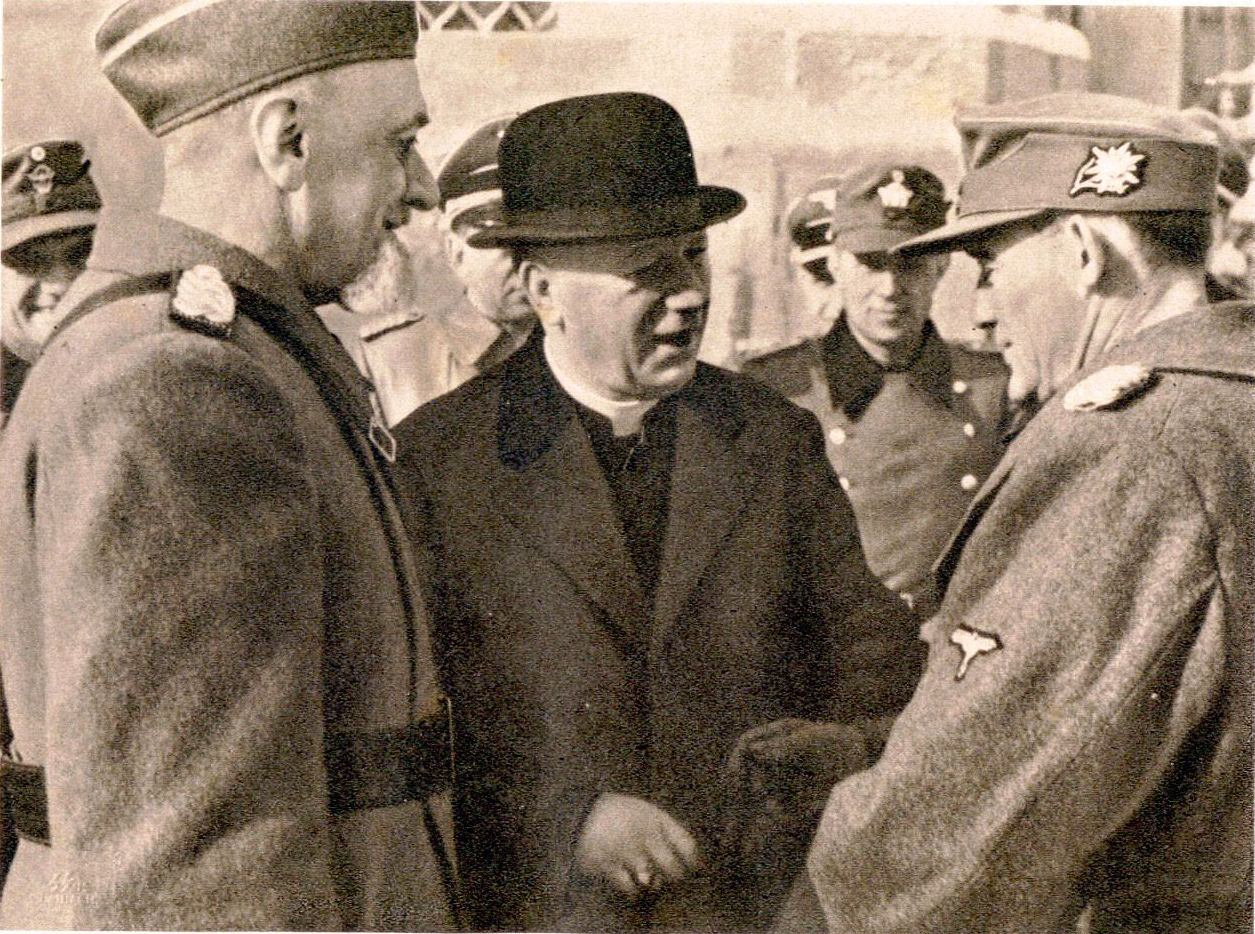
Rožman (Mitte) im Gespräch mit dem slowenischen General Rupnik (l.) und SS-General Rösener (1944/45)

Rožman war am Aufbau der antikommunistischen Weißgardisten und Domobranzen nicht aktiv beteiligt, sorgte aber dafür, dass den dort dienenden slowenischen Soldaten mehrere slowenische Feldgeistliche zur Seite standen. Belegt ist seine Anwesenheit bei der Vereidigung von Domobranzen am 20. April 1944, Adolf Hitlers Geburtstag, im Stadion Bežigrad in Laibach. Kontakte mit der Osvobodilna Fronta, der Befreiungsfront mit ihrer von Kommunisten geführten Partisanenarmee, lehnte er immer wieder ab.
Am 5. Mai 1945 verließ Rožman Laibach, flüchtete nach Klagenfurt und wanderte nach Aufenthalten in Österreich und der Schweiz 1948 in die USA aus, wo er slowenische Auswanderer, Flüchtlinge und insbesondere jene Slowenen betreute, die der Pittsburgher „Zebotgruppe“ des aus Marburg an der Drau (Maribor) gebürtigen Professors Ciril Žebot (1914–1989) nahestanden. Sie vertraten die Idee eines selbständigen „Julisch Venetien“, was die faktische Aufteilung Sloweniens in zwei Staaten bedeutet hätte: „Julisch Venetien“ und die Republik Slowenien innerhalb Jugoslawiens. In der Nachkriegszeit wurde dieser Vorschlag manchmal umgedeutet als ein Plan für ein selbständiges Slowenien. Darüber hinaus besuchte er nach dem Zweiten Weltkrieg slowenische Aussiedlergemeinden in England, Frankreich, Belgien und den Niederlanden. Papst Pius XII. nahm sein Rücktrittsgesuch vom Amt des Bischofs der Diözese Laibach nicht an, gewährte ihm aber auch keine Audienz, bei der ihm Rožman seine Position während des Zweiten Weltkriegs hätte erläutern können.
Bischof Rožman starb am 16. November 1959 in einem Krankenhaus in Cleveland und wurde auf dem Friedhof der slowenischen Franziskaner in Lemont bei Chicago begraben.
Das jugoslawische Militärgericht in Ljubljana verurteilte Rožman 1946 wegen Zusammenarbeit mit den Besatzern in Abwesenheit zu 18 Jahren Freiheitsentzug mit Zwangsarbeit, 10 Jahren Entzug der Bürgerrechte nach Verbüßung der Freiheitsstrafe und Einzug seines gesamten Vermögens. Der Oberste Gerichtshof der Republik Slowenien hob das Urteil des kommunistischen Militärgerichtes am 1. Oktober 2007 wegen zahlreicher Verfahrensfehler auf und verwies den Fall Rožman an das Kreisgericht Ljubljana zurück. Die Staatsanwaltschaft zog daraufhin die Anklage gegen den Bischof und den ehemaligen jugoslawischen Minister Miha Krek zurück.
Die Rolle des Bischofs Gregorij Rožman während des Zweiten Weltkriegs ist bis heute unter slowenischen Historikern sehr umstritten.
Die sterblichen Überreste Bischof Gregorij Rožmans wurden in Lemont exhumiert, dort, in der Kirche Maria Hilf, wurde er am 7. April 2013 mit einem Gottesdienst verabschiedet. Am Samstag, den 13. April 2013 fand er im Dom zu Ljubljana seine letzte Ruhestätte.